# Пйонткі (Вармінсько-Мазурське воєводство)
Пйонткі (пол. Piątki, нім. Freidorf) — село в Польщі, у гміні Нідзиця Нідзицького повіту Вармінсько-Мазурського воєводства.
Населення — 347 осіб (2011).
У 1975-1998 роках село належало до Ольштинського воєводства.

## Демографія
Демографічна структура станом на 31 березня 2011 року:
|          | Загалом | Допрацездатний вік | Працездатний вік | Постпрацездатний вік |
| -------- | ------- | ------------------ | ---------------- | -------------------- |
| Чоловіки | 167     | 50                 | 108              | 9                    |
| Жінки    | 180     | 53                 | 105              | 22                   |
| Разом    | 347     | 103                | 213              | 31                   |